# Norman Manley
Norman Washington Manley (ur. 4 lipca 1893, zm. 2 września 1969) – jamajski polityk. Uczestniczył w działaniach wojennych I wojny światowej. W 1938 roku założył Ludową Partię Narodową będącą pierwszą socjaldemokratyczną partią działającą na wyspie. Przeciwnik kolonializmu. Początkowo z Alexandrem Bustamantem zabiegał o autonomię dla Jamajki. W latach 1955–62 główny minister (od 1959 premier). Po 1961 roku negocjował przyznanie Jamajce niepodległości. Był ojcem Michaela Manleya.
Jego wizerunek znajduje się na jamajskich monetach obiegowych o nominale 5 dolarów bitych z przerwami od 1994 roku. 